# Rafael Jofresa
Rafael Jofresa Prats (Barcellona, 2 settembre 1966) è un ex cestista spagnolo.
È il fratello maggiore di Tomás Jofresa.

## Carriera
Con la Spagna ha disputato i Giochi olimpici di Barcellona 1992, due edizioni dei Campionati mondiali (1990, 1994) e tre dei Campionati europei (1991, 1993, 1997).

## Palmarès

### Club

#### Competizioni nazionali
- Supercoppa spagnola: 2

Joventut Badalona: 1985, 1986
- Liga catalana: 7

Joventut Badalona: 1986, 1987, 1988, 1990, 1991, 1992, 1994
- Copa Príncipe de Asturias: 3

Joventut Badalona: 1987, 1989, 1991
- Campionato spagnolo: 3

Joventut Badalona: 1990-91, 1991-92
Barcellona: 1996-97

#### Competizioni internazionali
- Coppa Korać: 1

Joventut Badalona: 1989-90
- Coppa dei Campioni: 1

Joventut Badalona: 1993-94